# Wilsey, Kansas
Wilsey är en ort i Morris County i Kansas. Orten har fått sitt namn efter bosättaren John D. Wilsey. Vid 2010 års folkräkning hade Wilsey 153 invånare.